# Выборы в Государственное собрание Республики Алтай (2019)
Выборы депутатов Государственного собрания Республики Алтай VII созыва состоялись в Республике Алтай в единый день голосования 8 сентября 2019 года одновременно с выборами главы Республики Алтай. Партия «Единая Россия» победила как в едином (34,18 %), так и большинстве одномандатных округов (21 из 30) и получила большинство мест (25 из 41), потеряв при этом 5 мест. КПРФ получила 7 мест, ЛДПР, «Родина», «Справедливая Россия» и Партия дела — по одному. Также были избраны 5 самовыдвиженцев.

## Избирательная система
Депутаты Государственного собрания Республики Алтай избираются на 5 лет по смешанной системе (параллельное голосование).
На предыдущих выборах 2014 года из 41 депутата 21 избирались по пропорциональному принципу, 20 депутатов — в одномандатных округах по системе относительного большинства. 6 марта 2019 года Государственным собранием Республики Алтай был принят закон, изменивший соотношение количества депутатов. По новой редакции закона из 41 депутата 11 избираются в едином избирательном округе по пропорциональному принципу из партийных списков. Инициатором изменений выступил комитет по местному самоуправлению и правопорядку Госсобрания. Поддержала поправки только фракция «Единой России». Остальные фракции в Госсобрании (КПРФ, ЛДПР, «Справедливая Россия» и «Патриоты России») выступали против такого изменения законодательства.
Каждая политическая партия должна составить партийный список, состоящий из общей и региональных частей. Общая часть должна включать от 1 до 3 кандидатов. Каждая региональная группа соответствует трём одномандатным округам и должна включать от 2 до 3 кандидатов. Региональных групп должно быть от 5 до 10. Количество кандидатов, не являющихся членами партии, не должно превышать 50 % от всего списка. В список не могут быть включены члены иных политических партий.
Для получения мест партийный список должен преодолеть процентный барьер в 5 %. Если сумма голосов за партии, преодолевшие барьер, составляет менее 50 %, к распределению мандатов поочерёдно допускаются списки, набравшие менее 5 %, пока сумма голосов не превысит 50 %. Если за одну партию отдано более 50 % голосов, а остальные списки набрали менее 5 % голосов, к распределению мандатов допускается партия, которая заняла второе место. Между партиями места распределяются по методу Д’Ондта. Внутри партийных списков мандаты сперва получают кандидаты в общей части, после чего их поочерёдно получают кандидаты региональных групп, в которых партийный список набрал больший процент голосов.
Остальные 30 депутатов избираются в одномандатных округах по системе относительного большинства. Кандидаты выдвигаются партиями или в порядке самовыдвижения.
Предельный размер избирательных фондов для кандидатов по мажоритарным округам составили 1,483 млн. руб., для партсписков 29,676 млн.руб.

## Ключевые даты
- 4 июня Государственное собрание Республики Алтай назначило выборы на 8 сентября 2019 года (единый день голосования).
- 5 июня
  - постановление о назначении выборов было опубликовано в СМИ.[3]
  - Избирательная комиссия Республики Алтай утвердила календарный план мероприятий по подготовке и проведению выборов.[3]
- с 6 июня по 5 июля — период выдвижения кандидатов и партийных списков.[3]
  - агитационный период начинается со дня выдвижения и заканчивается и прекращается за одни сутки до дня голосования.[3]
- с 24 июня по 22 июля — период представления документов для регистрации кандидатов и партийных списков.[3]
  - в течение 10 дней после принятия документов для регистрации — принятие решения о регистрации кандидата или списка либо об отказе в регистрации.[3]
- с 10 августа по 6 сентября — период агитации в СМИ.[3]
- 7 сентября — день тишины.[3]
- 8 сентября — день голосования.

## Участники
Согласно постановлению избирательной комиссии республики, 7 политических партий имели право выставить списки кандидатов без сбора подписей избирателей:
- Единая Россия
- Коммунистическая партия Российской Федерации
- ЛДПР — Либерально-демократическая партия России
- Справедливая Россия
- Патриоты России
- Родина
- Коммунистическая партия социальной справедливости

### Партийные списки
Для регистрации партиям необходимо было собрать от 802 до 882 подписей (0,5 % от числа избирателей).
| Номер в бюллетене | Партия                                                     | Общая часть списка от 1 до 3 кандидатов         | Региональных групп | Кандидатов в списке | Статус списка          |
| ----------------- | ---------------------------------------------------------- | ----------------------------------------------- | ------------------ | ------------------- | ---------------------- |
| 1                 | Коммунистическая партия Российской Федерации               | Виктор Ромашкин                                 | 10                 | 28                  | зарегистрирован        |
| 2                 | ЛДПР — Либерально-демократическая партия России            | Владимир Жириновский                            | 10                 | 30                  | зарегистрирован        |
| 3                 | «Единая Россия»                                            | Татьяна Гигель Айдар Мызин Сергей Тимошенский   | 10                 | 32                  | зарегистрирован        |
| 4                 | «Патриоты России»                                          | Геннадий Сумин                                  | 6                  | 14                  | зарегистрирован        |
| 5                 | Российская партия пенсионеров за социальную справедливость | Владимир Багров Альберт Толкочеков              | 10                 | 30                  | зарегистрирован        |
| 6                 | Коммунистическая партия социальной справедливости          | Андрей Богданов Михаил Каратунов Алёна Каташева | 8                  | 27                  | зарегистрирован        |
| 7                 | «Справедливая Россия»                                      | Александр Груздев                               | 10                 | 19                  | зарегистрирован        |
| 8                 | «Яблоко»                                                   | Нина Думнова                                    | 5                  | 11                  | зарегистрирован        |
| 9                 | «Родина»                                                   | Олег Добрынин Юлия Тадыева Юрий Яргаков         | 10                 | 33                  | зарегистрирован        |
|                   |                                                            |                                                 |                    |                     |                        |
|                   | Коммунистическая партия Коммунисты России                  | Максим Сурайкин Сергей Матасов Динара Аитбаева  | 10                 | 31                  | отказано в регистрации |
|                   | Партия народной свободы                                    | Сергей Михайлов Мерген Теркин Павел Смирнов     | 8                  | 24                  | отказано в регистрации |
|                   | Партия Возрождения России                                  | Александр Манзыров Валерий Курочкин             | 10                 | 24                  | отказано в регистрации |
|                   | Партия Роста                                               | Вечеслав Кыдатов Владлен Тайтов                 | 10                 | 21                  | отказано в регистрации |
| 1. 2.             |                                                            |                                                 |                    |                     |                        |

### Кандидаты по одномандатным округам
По 30 одномандатным округам кандидаты могли выдвигаться как от партии, так и путём самовыдвижения. Кандидатам необходимо собрать 3 % подписей от числа избирателей соответствующего одномандатного округа.
| Партия | Партия                                                     | Кандидатов | Кандидатов       |
| Партия | Партия                                                     | Выдвинуто  | Зарегистрировано |
| ------ | ---------------------------------------------------------- | ---------- | ---------------- |
|        | Коммунистическая партия Российской Федерации               | 28         | 27               |
|        | ЛДПР — Либерально-демократическая партия России            | 29         | 28               |
|        | «Патриоты России»                                          | 6          | 6                |
|        | Коммунистическая партия социальной справедливости          | 1          | 1                |
|        | Партия народной свободы                                    | 3          | 3                |
|        | Партия Роста                                               | 5          | 2                |
|        | Российская экологическая партия «Зелёные»                  | 4          | 1                |
|        | «Единая Россия»                                            | 30         | 30               |
|        | Партия дела                                                | 3          | 3                |
|        | Партия за справедливость!                                  | 1          | 1                |
|        | «Родина»                                                   | 29         | 29               |
|        | Партия Возрождения России                                  | 5          | 0                |
|        | Российская партия пенсионеров за социальную справедливость | 6          | 3                |
|        | «Справедливая Россия»                                      | 18         | 15               |
|        | Самовыдвижение                                             | 75         | 36               |
| Всего  | Всего                                                      | 243        | 185              |

## Опросы
| Дата | Опрос проводил | ЕР            | КПРФ  | ЛДПР | СР   | Родина | Яблоко | КПКР | Другая партия | Не опреде- лились | Испортят бюлле- тень | Иное |       |       |      |      |     |     |
| ---- | -------------- | ------------- | ----- | ---- | ---- | ------ | ------ | ---- | ------------- | ----------------- | -------------------- | ---- | ----- | ----- | ---- | ---- | --- | --- |
| Дата | Опрос проводил | 26—29.03.2019 | ЦИПКР | 34 % | 16 % | 10 %   | 6 %    | 3 %  | Другая партия | Не опреде- лились | Испортят бюлле- тень | Иное | 0,6 % | 0,6 % | 10 % | 11 % | 1 % | 7 % |

## Результаты
| Партия                           | Партия                           | по единому округу | по единому округу | по единому округу | по единому округу | по единому округу | по одно- мандатным округам | по одно- мандатным округам | всего | всего | всего   | всего    |
| Партия                           | Партия                           | Голосов           | %                 | +/-               | Мест              | +/-               | Мест                       | +/-                        | Мест  | +/-   | %       | +/-      |
| -------------------------------- | -------------------------------- | ----------------- | ----------------- | ----------------- | ----------------- | ----------------- | -------------------------- | -------------------------- | ----- | ----- | ------- | -------- |
|                                  | «Единая Россия»                  | 27 649            | 34,18 %           | ▼10,52 %          | 4                 | ▼9                | 21                         | ▲4                         | 25    | ▼5    | 60,98 % | ▼12,20 % |
|                                  | КПРФ                             | 23 860            | 29,50 %           | ▲17,39 %          | 4                 | ▲1                | 3                          | ▲3                         | 7     | ▲4    | 17,07 % | ▲9,76 %  |
|                                  | ЛДПР                             | 9733              | 12,03 %           | ▲4,55 %           | 1                 | ▼1                | 0                          | ▬0                         | 1     | ▼1    | 2,44 %  | ▼2,44 %  |
|                                  | «Родина»                         | 4350              | 5,38 %            | ▲0,66 %           | 1                 | ▲1                | 0                          | ▬0                         | 1     | ▲1    | 2,44 %  | ▲2,44 %  |
|                                  | «Справедливая Россия»            | 4293              | 5,31 %            | ▼2,46 %           | 1                 | ▼1                | 0                          | ▬0                         | 1     | ▼1    | 2,44 %  | ▼2,44 %  |
|                                  |                                  |                   |                   |                   |                   |                   |                            |                            |       |       |         |          |
|                                  | Партия пенсионеров               | 3050              | 3,77 %            | —                 | 0                 | —                 | 0                          | —                          | 0     | —     | 0 %     | —        |
|                                  | КПСС                             | 2168              | 2,68 %            | ▼1,83 %           | 0                 | ▬0                | 0                          | —                          | 0     | ▬0    | 0 %     | ▬0 %     |
|                                  | «Патриоты России»                | 1700              | 2,10 %            | ▼4,11 %           | 0                 | ▼1                | 0                          | ▬0                         | 0     | ▬0    | 0 %     | ▬0 %     |
|                                  | «Яблоко»                         | 723               | 0,89 %            | ▬0,00 %           | 0                 | ▬0                |                            |                            | 0     | ▬0    | 0 %     | ▬0 %     |
|                                  | Партия дела                      |                   |                   |                   |                   |                   | 1                          | —                          | 1     | —     | 2,44 %  | —        |
|                                  | ПАРНАС                           |                   |                   |                   |                   |                   | 0                          | ▬0                         | 0     | ▬0    | 0 %     | ▬0 %     |
|                                  | Партия Роста                     |                   |                   |                   |                   |                   | 0                          | —                          | 0     | —     | 0 %     | —        |
|                                  | РЭП «Зелёные»                    |                   |                   |                   |                   |                   | 0                          | ▬0                         | 0     | ▬0    | 0 %     | ▬0 %     |
|                                  | Партия за справедливость!        |                   |                   |                   |                   |                   | 0                          | ▬0                         | 0     | ▬0    | 0 %     | ▬0 %     |
|                                  | Самовыдвижение                   |                   |                   |                   |                   |                   | 5                          | ▲2                         | 5     | ▲2    | 12,20 % | ▲4,88 %  |
|                                  |                                  |                   |                   |                   |                   |                   |                            |                            |       |       |         |          |
| Действительные бюллетени         | Действительные бюллетени         | 77 526            | 95,84 %           | ▼0,89 %           |                   |                   |                            |                            |       |       |         |          |
| Недействительные бюллетени       | Недействительные бюллетени       | 3361              | 4,16 %            | ▲0,89 %           |                   |                   |                            |                            |       |       |         |          |
| Всего                            | Всего                            | 80 887            | 100 %             | —                 | 11                | ▼10               | 30                         | ▲10                        | 41    | ▬0    | 100 %   | —        |
|                                  |                                  |                   |                   |                   |                   |                   |                            |                            |       |       |         |          |
| Бюллетени, выданные досрочно     | Бюллетени, выданные досрочно     | 634               | 0,78 %            | ▼2,69 %           |                   |                   |                            |                            |       |       |         |          |
| Бюллетени, выданные на участках  | Бюллетени, выданные на участках  | 77 080            | 95,28 %           | ▲3,74 %           |                   |                   |                            |                            |       |       |         |          |
| Бюллетени, выданные вне участков | Бюллетени, выданные вне участков | 3188              | 3,94 %            | ▼1,05 %           |                   |                   |                            |                            |       |       |         |          |
|                                  |                                  |                   |                   |                   |                   |                   |                            |                            |       |       |         |          |
| Явка                             | Явка                             | 80 902            | 49,87 %           | ▼4,36 %           |                   |                   |                            |                            |       |       |         |          |
| Число избирателей                | Число избирателей                | 162 240           | 100 %             |                   |                   |                   |                            |                            |       |       |         |          |

## Формирование

Депутатские объединения в Государственном собрании VII созыва:
Единая Россия (23)
КПРФ (6)
Независимые депутаты РА (6)
ЛДПР (1)
Родина (1)
Справедливая Россия (1)
вне фракций (3)

1 октября 2019 года начала работу первая сессия Государственного собрания — Эл Курултай Республики Алтай VII созыва. Было сформировано 5 фракций и 1 депутатская группа: «Единая Россия» (25 депутатов), КПРФ (6 депутатов), ЛДПР (1 депутат), «Родина» (1 депутат), «Справедливая Россия» (1 депутат) и депутатская группа «Независимые депутаты РА» (6 депутатов). Председателем Государственного собрания вновь избран Владимир Тюлентин («Единая Россия»). Заместителем председателя избран Герман Чепкин («Единая Россия»). Полномочиями члена Совета Федерации — представителя от Государственного собрания повторно наделена Татьяна Гигель («Единая Россия»). 
| Депутатские объединения | Депутатские объединения | Членов  | Руководитель      |
| Фракции                 | Фракции                 | Фракции | Фракции           |
| ----------------------- | ----------------------- | ------- | ----------------- |
|                         | Единая Россия           | 23      | Михаил Терехов    |
|                         | КПРФ                    | 6       | Виктор Ромашкин   |
|                         | ЛДПР                    | 1       | Дмитрий Софронов  |
|                         | Родина                  | 1       | Олег Добрынин     |
|                         | Справедливая Россия     | 1       | Александр Груздев |
| Депутатская группа      |                         |         |                   |
|                         | Независимые депутаты РА | 6       | Аскар Тулебаев    |
|                         |                         |         |                   |
|                         | Вне фракций             | 3       | —                 |